# Charles Correia
Pour les articles homonymes, voir Correia.
Ne doit pas être confondu avec l'architecte indien Charles Correa.
Charles Correia est un sculpteur français d'origine portugaise né le 22 mars 1930 à Setúbal (Portugal) et mort en 1988 à Moita (Portugal).

## Biographie
Charles Correia naÎt en 1930 au Portugal. Il arrive très jeune en France.
Il entre à l'école des beaux-arts de Nantes en 1947, puis à l'École des beaux-arts de Paris en 1950, dans l'atelier de Marcel Gimond.
Spécialisé dans le travail du bronze, il est un des rares sculpteurs en France à pouvoir vivre de son art.
Dans les années 1980, après la création du Centre national des arts plastiques, il reçoit la commande de plusieurs œuvres monumentales, dont le groupe des Maréchaux à Beauvais.
Charles Correia meurt à Moita au Portugal dans un accident de la route. Il laisse deux enfants de sa première épouse morte à la suite d'un accident de la route[réf. nécessaire].
Remarié puis divorcé de Dominique Correia de Béjarry, il laisse deux autres enfants[réf. nécessaire].

## Distinction
Charles Correia est chevalier des Arts et des Lettres.

## Réception critique
L'Œil disait de son art en 1984, à l'occasion d'une exposition de ses œuvres : « Les sculptures de Charles Correia sont des œuvres de maturité accomplie, conformément aux principes d'une esthétique et d'une éthique où la flamme d'un tempérament n'est plus à découvrir ».
Cécile Goldscheider, conservateur en chef honoraire des Musées nationaux, écrivait à l'occasion de son exposition Le mouvement et la vie en 1987 : « Chacune des expositions de Charles Correia est une démonstration de l'unité de son talent dans la diversité. Il demeure fidèle à son besoin inné d'équilibre et de mesure, à l'enseignement qu'il a reçu dans ses années d'apprentissage auprès de Marcel Gimond de 1950 à 1955. Il est resté sourd aux tentations de l'Art abstrait alors en plein essor pour demeurer attentif à l'observation de la nature qui l'éloigne de tout excès, sans freiner son imagination créatrice ».
Commentant son Hommage à Jean de La Fontaine du jardin du Ranelagh dans la revue Romantisme en 1992, Anne Pingeot estime que son La Fontaine est « gonflé » et regrette la composition « beaucoup plus riche » du Jean de La Fontaine (1891) sculpté par Alphonse Dumilatre, envoyé à la fonte sous le régime de Vichy en 1942, qui précédait l'actuel monument.

## Œuvres

### Statue et monument
- La Danse, 1981, bronze, Nantes, rue Scribe, derrière le théâtre Graslin.
- Charles de Gaulle et André Malraux, 1982, bronze, Asnières-sur-Seine, rue de la Station.
- La Genèse, bronze, statue de femme, devant la mairie d'Épinay-sur-Seine.
- Les Forces vives, 1983, bronze, chevaux, fontaine, Épinay-sur-Seine.
- Hommage à Jean de La Fontaine, 1983, bronze, Paris, jardin du Ranelagh.
- Hommage aux Maréchaux : Juin, Leclerc, Koenig, De Lattre de Tassigny, 1982, bronze. Ajout de la figure de Pierre Kœnig en 1984, Beauvais, esplanade de Verdun.
- La Fayette, 1987, Lafayette (Louisiane), 705 W. University avenue[7].
- Ninfa do Bocage (La Muse de Bocage), 1988, bronze, Setúbal (Portugal), à l'intersection de l'avenue Luísa Todi et de la place de Bocage.
- Crucifix, Paris, église Notre-Dame-du-Travail.
- Sophie, 1975, bronze, Villepreux[8].
- Robespierre, 1975, bronze, Épinay-sur-Seine, collège Robespierre.
- Fillette, 1975, bronze, Épinay-sur-Seine, collège Robespierre.

### Statuette
- Cheval à l'amble, bronze, Mont-de-Marsan, musée Despiau-Wlérick.
- Femme nue, bronze, Mont-de-Marsan, musée Despiau-Wlérick.
- Le Danseur, bronze, localisation inconnue[réf. nécessaire].
- L'Athlète, bronze, localisation inconnue[réf. nécessaire].
- Femme à genoux, bronze, localisation inconnue[réf. nécessaire].
- Jeune femme accroupie, bronze, localisation inconnue[réf. nécessaire].
- La Cité, polyester, localisation inconnue[réf. nécessaire].